# Абатство Вестмале
Абатство Вестмале (на нидерландски: Abdij der Trappisten van Westmalle, официално наименование „Abdij van Onze-Lieve-Vrouw van het Heilig Hart“) е трапистко абатство в селището Вестмале, община Мале, окръг Антверпен, провинция Антверпен, Северна Белгия. Абатството е част от Ордена на цистерцианците на строгото спазване.

## История
Абатството е основано като приорат на 6 юни 1794 г. През 1795 г., по време на Френската революция монасите са прогонени и манастирът е изоставен в продължение на 7 години, до 1802 г., когато обителта е възстановена. На 28 юли 1811 г., по силата на императорския указ на Наполеон I чужденците монаси са изгонени от Френската империя и в манастира остават само трима монаси. На 21 август 1814 г. монасите се завръщат в манастира. Westmalle е първият манастир в Белгия, възстановен след революцията. Манастирът който дотогава е приорат, става трапистко абатство на 22 април 1836 година. Манастирският комплекс в сегашния му вид е построен и завършен около 1900 г. 
Днес абатството е действащ католически манастир, член на Ордена на цистерцианците на строгото спазване (Ordo Cisterciensis Strictioris Observantiae).

## Трапистки продукти
Неправомерната търговска експлоатация на наименованието „трапист“ принуждава през 1997 г. осем трапистки абатства – шест от Белгия (Orval, Chimay, Westvleteren, Rochefort, Westmalle и Achel), едно от Холандия (Koningshoeven – Tilburg) и едно от Германия (Mariawald), да основат „Международната трапистка асоциация“ (ITA), която защитава интересите на автентичното трапистко производство и гарантира качеството и уникалността му чрез присъждане на логото „Автентичен трапистки продукт“.
Абатство Вестмале произвежда два продукта – бира и сирене, които могат да носят логото „Автентичен трапистки продукт“.

### Бира Вестмале
Днес абатството е известно с прочутата си трапистка бира. През 1836 година под ръководството на абат Martinus Dom започва изграждането на пивоварна. На 10 декември 1836 г. е произведена първата партида бира с относително ниско съдържание на алкохол и сладък вкус. В продължение на много години, бира се произвежда само за собствено потребление от монасите. Едва през 1856 г. монасите започват да продават бира на входа на абатството. Според счетоводни книги на абатството кафявата абатска бира е продавана на цена шестдесет белгийски франка на 1 януари 1861 г. 
Търсенето на трапистка бира се увеличава от година на година, и това налага разширение на пивоварната през 1865 и 1897 г. Първата световна война намалява производството на бира, и се активизира едва през 1921 г. От 1921 г. бирата се разпространява на пазара чрез дистрибутори, което води до повишаване на продажбите. В началото на 1934 г. е построена нова пивоварна. През 1968 г. е пусната в експлоатация нова пречиствателна станция, през 1991 г. – компютърен контролен център, през 2000 г. – нов цех за бутилиране и новата изба за съхранение. 
През 1856 г. абатската пивоварна започва да произвежда силна бира, която е наречена Dubbel. През 1934 г. започва и производството на първата бира Tripel с още по-голямо съдържание на алкохол – 9,5 %. По това време производството на бира става в новата пивоварна, построена през 1933 година.
След разширение и модернизация на производството през 1991 и 2000 г. пивоварната Westmalle е в състояние да произвежда 45 000 бутилки на час. По данни за 2010 г. годишното производство на пивоварната е 120 000 хектолитра бира.
Както при всички други трапистки пивоварни, приходите от бирата са предназначени за финансова подкрепа на абатството и за благотворителност. Значителна част от персонала на пивоварната продължават да бъдат монаси, въпреки че повечето работници 40 от 62, са миряни.
Търговският асортимент на пивоварната включва 3 марки:
- Westmalle Dubbel – силна тъмна бира червеникаво-кафяв цвят, с алкохолно съдържание 7,0 %. Отличава се с богат бкус и аромат на кафе, тъмен малц и плодове, с дълъг, сух послевкус. Това е първият пример на трапистка бира Dubbel. Пусната е в производство през 1856 година, като рецептата за производство е променяна за последно през 1926 година. Бутилира се в стъклени бутилки от 0,33 л. и 0,75 л. (Magnum). [4]
- Westmalle Tripel – светла силна бира със златист цвят и алкохолно съдържание 9,5 %. Отличава се с вкус на хмел, лека горчивина и плодов аромат с нотки на ванилия и дълъг, сух и приятно горчив послевкус. Това е първият пример на трапистка бира Tripel. Първата бира с това име се появява на пазара през 1934 година, като рецептата за производство не е променяна от 1956 г. Бутилира се в стъклени бутилки от 0,33 л. и 0,75 л. (Magnum). Бирата преминала вторична ферментация в бутилките в продължение на три седмици. [5]
- Westmalle Extra – лека бира със светло златист цвят, свеж вкус и аромат и алкохолно съдържание 4,5 – 5,0 %. Тази бира обикновено е предназначена за собствени нужди на абатството и за неговите гости; достъпна е за продажба само в абатството (т.нар. Paterbier). Бутилира се в стъклени бутилки от 0,33 л.

### Сирене Вестмале
Westmalle е трапистко сирене направено от непастьоризирано сурово краве мляко от собствената абатска кравеферма. То е полутвърдо, леко солено, с хомогенна структура.
Производството се извършва по най-естествения възможен начин, без пастьоризиране, без консерванти, оцветители и добавки. Сиренината се пресова в правоъгълни форми и се потапя в саламура. Сиренето зрее в продължение на 4 седмици при температура между 13 и 15 °C. То се произвежда в ограничени количества и се продава единствено на входа на манастира и в „Trappisten Café“ до абатството.